# Sukuma-Nyamwezi (F.20) jezici
Sukuma-Nyamwezi (F.20) jezici, podskupina centralnih bantu jezika u zoni F u Tanzaniji. Obuhvaća (6) jezika, to su: 
- bungu ili kibungu [wun], 36.000 (1987) u regiji Mbeya.
- kimbu ili ikibungu [kiv], 78.000 (1987), u regiji Mbeya.
- konongo ili 	Kikonongo [kcz], 51.000 (1987), u regiji Rukwa
- nyamwezi ili kinyamwesi [nym], 980.000 (2006).
- sukuma ili kisukuma [suk], 5.430.000 (2006).
- sumbwa ili kisumbwa [suw], 191,000 (1987) u regiji Shinyanga.

## Vanjske poveznice
- Ethnologue (14th)
- Ethnologue (15th)